# Мовсесян, Артём Саркисович
Артём Саркисович Мовсесян (Артюша, Артуш Мовсисян; 3 марта 1954) — советский и армянский футболист, защитник; тренер.
Воспитанник РСДЮШОР Еревана. В 1974—1975 годах выступал за дубль «Арарата». В 1976—1981 годах провёл 151 матч, забил два гола в чемпионате СССР. В 1982 году играл во второй лиге за «Спартак» Октембрян. В 1983—1986 годах выступал за «Котайк» Абовян в первой и второй лигах. В 1993 году сыграл 13 матчей в чемпионате Армении в составе «Импульса» Дилижан.
Участник Спартакиады народов СССР 1979 в составе сборной Армянской ССР.
На рубеже 1990-х — 2000-х годов тренировал клуб «Киликия» Ереван.